# 日本の女子サッカー選手一覧
日本の女子サッカー選手一覧（にほんのじょしサッカーせんしゅいちらん）は、日本出身の女子サッカー選手の一覧である。Category:日本の女子サッカー選手も参照。
この項目はCategoryではないので、記事の無い選手については赤リンクや仮リンク、簡単な説明の併記なども可能。A代表経験者に A を付記する。
| あ い う え お か き く け こ さ し す せ そ た ち つ て と な に ぬ ね の は ひ ふ へ ほ ま み む め も や ゆ よ ら り る れ ろ わ / 関連項目 / 外部リンク |

## 選手一覧

### あ
- 愛川陽菜
- 相澤舞衣 A
- 青木知里
- 赤井歩
- 赤城史香
- 秋葉夢子
- 秋山智美
- 明比節子
- 阿漕洋子
- 朝井出祐子
- 浅田真理奈
- 浅野菜摘
- 薊理絵 A
- 浅山茉緩
- 與山このみ
- 足立英梨子
- 足立寧々
- 安倍乃花
- 天野紗
- 天野実咲
- 新井翠
- 荒川恵理子 A
- 有富明菜
- 有町紗央里 A
- 有吉佐織 A
- 安齋結花
- 安藤梢 A

### い
- 五十嵐章恵
- 池上聖七
- 池ヶ谷夏美
- 池尻凪沙
- 池尻茉由 A
- 池田咲紀子 A
- 池田浩子
- 池田浩美 A
- 池田玲奈
- 井坂美都 A
- 石井咲希
- 石川璃音 A
- 石坂咲樹
- 石田順子 A
- 石田千尋
- 石田菜々海
- 石田みなみ
- 石田美穂子
- 石橋紀子 A
- 石淵萌実
- 泉美幸 A
- 井関夏子
- 磯金みどり
- 磯崎浩美→池田浩美 A
- 伊丹絵美
- 板村真央
- 市瀬菜々 A
- 市瀬千里
- 一法師央佳
- 井手ひなた
- 井手上麻子 A
- 伊藤明里
- 伊藤香菜子 A
- 伊藤彩羅
- 伊東珠梨
- 伊藤美紀
- 伊藤美菜子
- 伊藤めぐみ
- 伊藤有里彩
- 稲村雪乃
- 伊能真弥
- 井上綾香 A
- 井上千里
- 井上ねね
- 井上陽菜
- 井上由惟子
- 井上稚子
- 猪瀨結子
- 茨木美都葉
- 今井佑香
- 今井裕里奈
- 今田紗良
- 今村南海
- 岩井蘭
- 岩城恋音美
- 岩倉三恵
- 岩崎有波
- 岩﨑心南
- 岩下胡桃
- 岩清水梓 A
- 岩田明美 A
- 岩渕真奈 A
- 岩本まりの
- 岩屋美保子 A

### う
- 植木理子 A
- 上田佳奈
- 上田莉帆
- 上辻佑実 A
- 上野紗稀 A
- 上野真実 A
- 上野友紀子
- 植村祥子
- 牛久保鈴子
- 牛島理子
- 氏原里穂菜
- 臼井理恵 A
- 内田好美
- 内田紗希
- 内田由布子
- 内山環 A
- 宇津木瑠美 A
- 宇野涼子 A
- 梅岡由美 A
- 梅村真央
- 浦川璃子
- ウルフ・ジェシカ結吏

### え
- 江口雅美
- 榎恵梨
- 遠藤純 A
- 遠藤優
- 遠藤ゆめ

### お
- 尾板裕子 A
- 大内梨央
- 大賀理紗子 A
- 大久保舞
- 大熊茜
- 大熊環
- 大熊良奈
- 大河内友貴
- 大澤春花
- 大島暖菜
- 大島茉莉花
- 大曽根由乃
- 大滝麻未 A
- 大竹奈美→大竹七未 A
- 大竹由美→大竹夕魅
- 大竹麻友
- 大谷未央 A
- 大友麻衣子
- 大沼歩加
- 大野忍 A
- 大場朱羽
- 大歯裕子
- 大原智子 A
- 大部由美 A
- 大堀幸恵
- 大松真由美 A
- 大宮玲央奈
- 大矢歩 A
- 大矢さくら
- 大山愛笑
- 岡島喜久子
- 岡村來佳
- 岡本三代
- 岡本祐花
- 小川愛
- 小川志保 A
- 小川恵 A
- 小川由姫
- 沖野くれあ
- 沖野るせり
- 荻久保優里
- 奥川千沙
- 屋田渚
- 奥津礼菜
- 長船加奈 A
- 小澤純子 A
- 小澤寛
- 小田千尋
- 小野奈菜
- 小野未織
- 小野田果歩
- 小野寺志保 A
- 小原由梨愛 A

### か
- 甲斐潤子
- 甲斐碧海
- 海堀あゆみ A
- 加賀孝子
- 柿並薫 A
- 栫井美和子
- 笠井香織
- 笠嶋由恵 A
- 笠原綺乃
- 風間優華
- 加治真弓 A
- 樫原まゆ
- 鹿島彩莉
- 柏村菜那
- 樫本芹菜
- 片桐ひろみ
- 片山由菜
- 桂亜依
- 加戸由佳 A
- 加藤千佳
- 加藤與惠 A
- 加藤みづほ
- 加藤栞
- 門原かおる A
- 門脇真依
- 金澤真美
- 金勝里央
- 金田志保 A
- 金田真美 A
- 金田美保 A
- 金平莉紗
- 金札杏
- 上尾野辺めぐみ A
- 神谷千菜
- 加村ななみ
- 亀岡夏美
- 鴨川実歩
- 唐橋万結
- 河合野乃子
- 川上然
- 川上直子 A
- 川﨑咲耶
- 川島はるな
- 河角多恵子 A
- 川澄奈穂美 A
- 河田優
- 川田里奈
- 河野朱里
- 川船暁海
- 川村真理 A
- 川村優理 A
- 神成美紀
- 菅野奏音
- 菅能夏海
- 神原史

### き
- 木岡二葉 A
- 菊地花奈
- 菊池まりあ
- 木﨑あおい
- 岸一美 A
- 岸星美
- 岸みのり
- 岸川奈津希
- 北方沙映
- 北川愛莉
- 北川ひかる A
- 北郷裕子
- 北原佳奈 A
- 北原朱夏
- 北村菜々美 A
- 北村美羽
- 北本綾子 A
- 木下栞
- 木下桃香 A
- 木村絵梨
- 木村彩那
- 木村理恵 A
- 肝付萌
- 京川舞 A
- 清原万里江
- 吉良知夏 A
- 木竜有姫
- 木龍七瀬 A
- 近賀ゆかり A

### く
- 楠さやみ
- 口木未来 → 櫻田未来
- 工藤真子
- 國澤志乃
- 國武愛美
- 久野吹雪 A
- 久保恵美子 A
- 久保真理子
- 久保田明未
- 久保田晴香
- 久保田真生
- 熊谷紗希 A
- 栗島朱里 A
- 黒崎優香
- 黒沢彩乃
- 黒田今日子 A
- 桑原藍

### け
- 源間葉月

### こ
- 合田朱里
- 髙畑志帆 A
- 古賀塔子 A
- 古賀花野
- 小鍜治旭
- 國生乃愛
- 小暮千晶
- 小笹知美
- 五嶋京香
- 小嶋星良
- 小島ひかる
- 小島美玖
- 小高愛理
- 後藤亜弥
- 後藤史
- 後藤三知 A
- 後藤若葉
- 小峠明日香
- 児野楓香
- 木稲瑠那
- 小林和音
- 小林詩織
- 小林ひなた
- 小林未央
- 小林海咲
- 小林海青
- 小林弥生 A
- 小林里歌子 A
- 小林莉々子
- 小森有華
- 呉屋絵理子
- 小山季絵
- 小山史乃観 A
- 小山由梨奈
- 近藤朋香
- 近藤修子 A
- 今野真帆
- 金野結子 A

### さ
- 齋田由貴
- 齊藤夕眞(あかね) A
- 齊藤彩佳 A
- 斉藤圭子 A
- 齊藤夏美
- 齋藤花菜
- 齋原みず稀
- 酒井與恵→加藤與恵 A
- 坂井優紀 A
- 阪上由紀代
- 榊原琴乃
- 阪口夢穂 A
- 阪口萌乃 A
- 坂田恵 A
- 坂部幸菜
- 坂本理保 A
- 佐久間未稀
- 櫻井まどか
- 櫻田有幾子
- 櫻田未来
- 櫻本尚子
- 笹井一愛
- 笹井優愛
- 佐々木香織
- 佐々木繭 A
- 佐々木美和
- 佐々木里緒
- 佐藤愛
- 佐藤恵利子
- 佐藤衣里子 A
- 佐藤楓
- 佐藤シェンネン
- 佐藤菜々花
- 佐藤春詠
- 佐藤瑞夏
- 佐野弘子
- 鮫島彩 A
- 佐山万里菜
- 左山桃子
- 澤穂希 A
- 沢田知代
- 澤田由佳

### し
- 塩越柚歩 A
- 塩田満彩
- 四海結稀奈
- 四方菜穂 A
- 茂本志穂
- 品田彩来
- 柴田里美 A
- 柴田華絵 A
- 柴田瞳
- 渋澤杏奈
- 柴山史菜
- 島由理子 A
- 嶋田千秋
- 嶋田華
- 島田芽依
- 島袋奈美恵
- 清水栞
- 清水千浪
- 清水万帆 A
- 清水由香
- 清水梨紗 A
- 下小鶴綾 A
- 下山莉子
- 下吉優衣
- 麝嶋伸子 A
- 城地泰子
- 白井ひめ乃
- 白井未来
- 白石益代 A
- 白垣うの
- 白木星
- 白沢百合恵
- 白鳥公子 A
- 城和怜奈
- 眞城美春

### す
- 菅澤優衣香 A
- 菅原美希 A
- 菅原未紗
- 杉浦華穂
- 杉澤海星
- 杉田亜未 A
- 杉田妃和 A
- 杉本あすか
- 杉山紫乃
- 杉山貴子
- 鈴木あぐり
- 鈴木綾華
- 鈴木佐和子
- 鈴木千尋
- 鈴木智子 A
- 鈴木玲美
- 鈴木陽
- 鈴木日奈子
- 鈴木政江 A
- 鈴木実希
- スタンボー華
- 須藤安紀子 A
- 隅田凜 A
- 住永楽夢

### せ
- 清家貴子 A
- 瀬尾智美 A
- 堰愛季
- 関口真由
- 瀬口七海
- 瀬戸口梢
- 瀬野有希

### そ
- 曽根七海
- 園田瑞貴
- 曽山加奈子

### た
- 高岡澪
- 高木ひかり A
- 髙木美帆
- 高倉麻子 A
- 高嶋美奈子
- 高瀬愛実 A
- 高塚映奈
- 高野紗希
- 高萩陽子 A
- 高橋彩子 A
- 高橋彩織
- 高橋智子
- 髙橋奈々
- 高橋はな A
- 高橋悠
- 髙橋雛
- 髙橋美紀
- 髙橋美夕紀
- 高畑愛美
- 高平美憂 A
- 高良亮子 A
- 宝田沙織 A
- 高和芹夏
- 滝川結女
- 瀧澤千聖
- 瀧澤莉央
- 竹内愛未
- 武岡イネス恵美子 A
- 竹重杏歌理
- 武田あすみ
- 武田菜々子
- 武田裕季
- 武仲麗依
- 竹村美咲
- 竹山裕子
- 田子亜貴
- 田嶋みのり
- 田代久美子
- 立花葉
- 橘麗衣
- 辰巳怜子
- 田中明日菜 A
- 田中景子
- 田中桜
- 田中静佳
- 田中智子
- 田中真理子
- 田中美南 A
- 田中美和
- 田中桃子 A
- 田中陽子 A
- 田邊友恵
- 谷川萌々子 A
- 谷口きくみ
- 谷口木乃実
- 田畑沙由理
- 田畑晴菜
- 田原悦子 A
- 玉井小春
- 玉櫻ことの
- 丹野凜々香

### ち
- 知久奈菜穂
- 千野晶子
- 千野七海
- 千葉梢恵
- 千葉園子 A
- 千葉玲海菜 A

### つ
- 塚本舞
- 辻澤亜唯
- 津田愛乃音
- 土橋優貴 A
- 筒井梨香
- 堤早希
- 常田菜那
- 角田楓佳
- 津波古友美子
- 壷井綾子
- 鶴見綾香

### て
- 出耒村亜美
- 手塚貴子 A
- 寺谷真弓

### と
- 堂園彩乃
- 東明有美 A
- 戸梶有野里
- 十川ゆき
- 土光真代 A
- 栃谷美羽
- 轟奈都子
- 泊志穂 A
- 富岡千宙
- 冨田実侑
- 豊田奈夕葉 A
- 鳥海由佳
- 鳥越恵 A

### な
- 猶本光 A
- 中池桃子
- 長江伊吹
- 長江輝美 A
- 中尾萌々
- 中岡麻衣子 A
- 中貝夢
- 中川千尋
- 中川理恵
- 長崎咲弥
- 永里亜紗乃 A
- 中里優 A
- 永里優季 A
- 長沢菜月
- 長澤優芽
- 中島依美 A
- 長嶋洸
- 中島麻衣
- 中島未来
- 中嶋淑乃 A
- 長嶋玲奈
- 仲田歩夢
- 中田麻衣子
- 中谷莉奈
- 中地舞 A
- 中出ひかり A
- 永留かおる A
- 中西ふう
- 長野風花 A
- 中野真奈美 A
- 中野里乃
- 長峯かおり A
- 中村楓 A
- 中村沙樹
- 中村ひかる
- 中村真実
- 中村みづき
- 中村恵実
- 中村ゆしか
- 中山未咲
- 那須麻衣子 A
- 那須野陽向
- 成田恵理
- 成宮唯 A
- 南里杏

### に
- 西尾葉音
- 西貝尚子 A
- 西川明花
- 西川彩華
- 西川早弓
- 西郡茉優
- 西澤日菜乃
- 西田明華
- 仁科賀恵 A
- 西中麻穂
- 西野朱音
- 西村清花
- 西村紀音
- 西山裕香
- 庭田亜樹子

### ね
- 根府桃子
- 根本望央

### の
- 野口彩佳
- 野島咲良
- 野田朱美 A
- 野田にな
- 乗松瑠華 A

### は
- 羽座妃粋 A
- 波佐谷灯子
- 櫨まどか A
- 橋谷優里
- 橋沼真帆
- 蓮輪真琴
- 長谷千恵子 A
- 長谷川唯 A
- 畑中美友香
- 羽石架苗
- 埴田真紀 A
- 馬場典子 A
- 濱垣香菜
- 浜田彰子 A
- 浜田遥 A
- 浜田芽来
- 浜野まいか A
- 早川明子 A
- 早坂優
- 林香奈絵 A
- 林穂之香 A
- 林愛花
- 林みのり
- 林﨑萌維
- 早間美空
- 原歩 A
- 原衣吹
- 原菜摘子 A
- 原奈津美 A
- 半田悦子 A

### ひ
- 日置ちはる
- 土方麻椰
- 日野李保
- 平井杏幸
- 平尾恵理
- 平尾知佳 A
- 平國瑞希
- 平田ひかり
- 平塚万貴
- 平野優花
- 平野里菜
- 廣澤真穂
- 広瀬桜
- 弘中和子 A
- 樋渡百花

### ふ
- 深澤里沙
- 福住青空
- 福田史織
- 福田まい
- 福田ゆい
- 福永絵梨香
- 福場也実
- 福元美穂 A
- 福山かおり
- 藤井奈々
- 藤生菜摘
- 藤尾きらら
- 藤澤真凛
- 藤代真帆
- 藤田七海
- 藤田のぞみ
- 藤田理子
- 藤野愛子
- 藤野あおば A
- 伏見有希 A
- 藤村智美 A
- 藤本知恵
- 藤原加奈
- 藤原のどか
- 船木和夏
- 船木里奈
- 船田麻友
- ブラフ・シャーン
- ブラフ・フェイ
- 古澤留衣
- 古舘知都

### ほ
- 法師人美佳
- 保坂のどか
- 細川のの子
- 保手濱理恵
- 本田美登里 A
- 本多由佳
- 本間知恵子 A
- 本間真喜子

### ま
- 前川美紀
- 巻胡花
- 牧口優花
- 牧野美優
- 増田亜矢子
- 増田咲良
- 増渕瞳
- 増矢理花 A
- 又吉果奈
- 町田朱里
- 松井彩乃
- 松尾美月
- 松岡実希
- 松木葵
- 松久保明梨
- 松窪裕子 → 大歯裕子
- 松窪真心
- 松田紫野
- 松田望
- 松田典子
- 松田理子 A
- 松長朋恵
- 松永知子 A
- 松永未衣奈
- 松永未夢
- 松長佳恵
- 松林美久
- 松原有沙 A
- 松原志歩
- 松原めぐみ
- 松原優菜
- 松本奈己
- 松本はな
- 松本茉奈加
- 松本真未子
- 松山沙来
- 丸井優奈
- 丸山桂里奈 A
- 万屋美穂 A

### み
- 三浦香子
- 三浦紗津紀
- 三浦成美 A
- 三浦桃
- 三上尚子 A
- 三島早苗 A
- 水口茉優
- 水谷有希 A
- 水野蕗奈
- 水間百合子 A
- 三田一紗代
- 三谷沙也加
- 三谷和華奈
- 道上彩花
- 三冨りりか
- 南萌華 A
- 南野亜里沙
- 南山千明 A
- 箕輪千慧
- 三橋眞奈
- 三井ともみ→宮本ともみ A
- 宮川麻都 A
- 宮川葉月
- 宮川美乃
- 三宅史織 A
- 宮崎有香 A
- 宮迫たまみ
- 宮澤ひなた A
- 宮間あや A
- 宮本華乃
- 宮本ともみ A
- 宮本光梨
- 宮本真理 A

### む
- 武者宏美
- 村岡夏希
- 村岡真実
- 村上日奈子
- 村上真帆
- 村社汐理
- 村松智子 A
- 室みゆき

### も
- 望月ありさ
- 本藤理佐
- 籾木結花 A
- 百武江梨
- 百濃実結香
- 森宙舞
- 森田牧子
- 森田美紗希
- 森田有加里
- 森中陽菜
- 森本鶴 A
- 森本華江
- 森本ゆう子 A
- 守屋都弥 A
- 門西亜紀子

### や
- 矢形海優
- 八木彩香
- 八坂芽依
- 安田邦子
- 安田陽子
- 安本紗和子 A
- 柳井里奈
- 柳澤紗希
- 柳田美幸 A
- 柳村彩乃
- 柳瀬楓菜
- 矢野喬子 A
- 山片瞳
- 山木里恵 A
- 山岸靖代 A
- 山口小百合 A
- 山口千尋
- 山口麻美 A
- 山郷のぞみ A
- 山崎さやか
- 山崎円美 A
- 山崎由加 A
- 山下杏也加 A
- 山下沙耶香
- 山下莉奈
- 山田頌子
- 山田千愛 A
- 山根恵里奈 A
- 山本亜里奈
- 山本絵美 A
- 山本心
- 山本菜桜美
- 山本摩也
- 山本結菜
- 山本柚月
- 山谷瑠香

### ゆ
- 祐村ひかる

### よ
- 横川莉奈
- 横山久美 A
- 吉岡心
- 善積わらい
- 吉田凪沙
- 吉田雅子 A
- 吉田莉胡
- 吉田琉衣
- 吉武愛美
- 吉谷茜音
- 吉野真央
- 吉野有香
- 吉見夏稀 A
- 米澤萌香
- 米田博美
- 米津美和 A

### わ
- 脇阪麗奈
- 和田麻希
- 和田奈央子
- 和田涼花
- 渡部麗
- 渡辺夏奈
- 渡辺樹里
- 渡辺彩香 A
- 渡辺樹里
- 渡辺千尋
- 渡邊真衣
- 渡邊由美 A
- 渡谷祥乃